# 陈维明
陈维明，华人雕塑家，新西兰公民，有美国的居留权。陈维明其中两件作品，一件是仿制89年天安门广场上被推倒的民主女神像，另外一件是刻画天安门屠杀事件的大型浮雕，这两件作品在美国大城市纽约、华盛顿和洛杉矶都展出过。

## 生平

### 被拒入境香港
2010年5月，香港当局把陈维明借给香港支联会的两个纪念六四天安门事件的雕塑作品没收，引起强烈反弹，陈维明决定以作品所有人的身份前往香港，检查艺术品是否受损，同时要了解警方扣留雕塑的原因。他在星期一飞往香港，但一下飞机就被扣留。
香港立法会议员涂谨申曾漏夜前往探视，并义务担任陈维明的律师，准备第二天早晨到法院为陈维明申诉。被留置在机场的陈维明拒绝签署香港官员要他同意离境的文件。他一再询问官员拒绝他入境的理由。
陈维明说：「他就说，因为你要入境香港，所以我们拒绝你入境香港。用这样一个荒唐的理由拒绝我入境，第二天早上，用最早一班飞机，趁那个法律行动还没有时间展开的时候，因为他们八点半在法院为我提出申诉，为我提出禁制令，但因为时间的关系，没有让我享受到这个待遇，就被他们驱离了。」
涂谨申议员事后接受法新社采访，指称香港移民当局的作法是一种肮脏的伎俩，未能让陈维明进入拒绝遣返的法定程序。法新社曾试图联系香港的移民当局，但没有得到即时回复。陈维明被强制登机，2010年6月2日上午飞回洛杉矶。

### 叙利亚内战
2012年，陈维明远赴西亚叙利亚参加叙利亚内战，支持和加入了叙利亚反对派。

## 作品

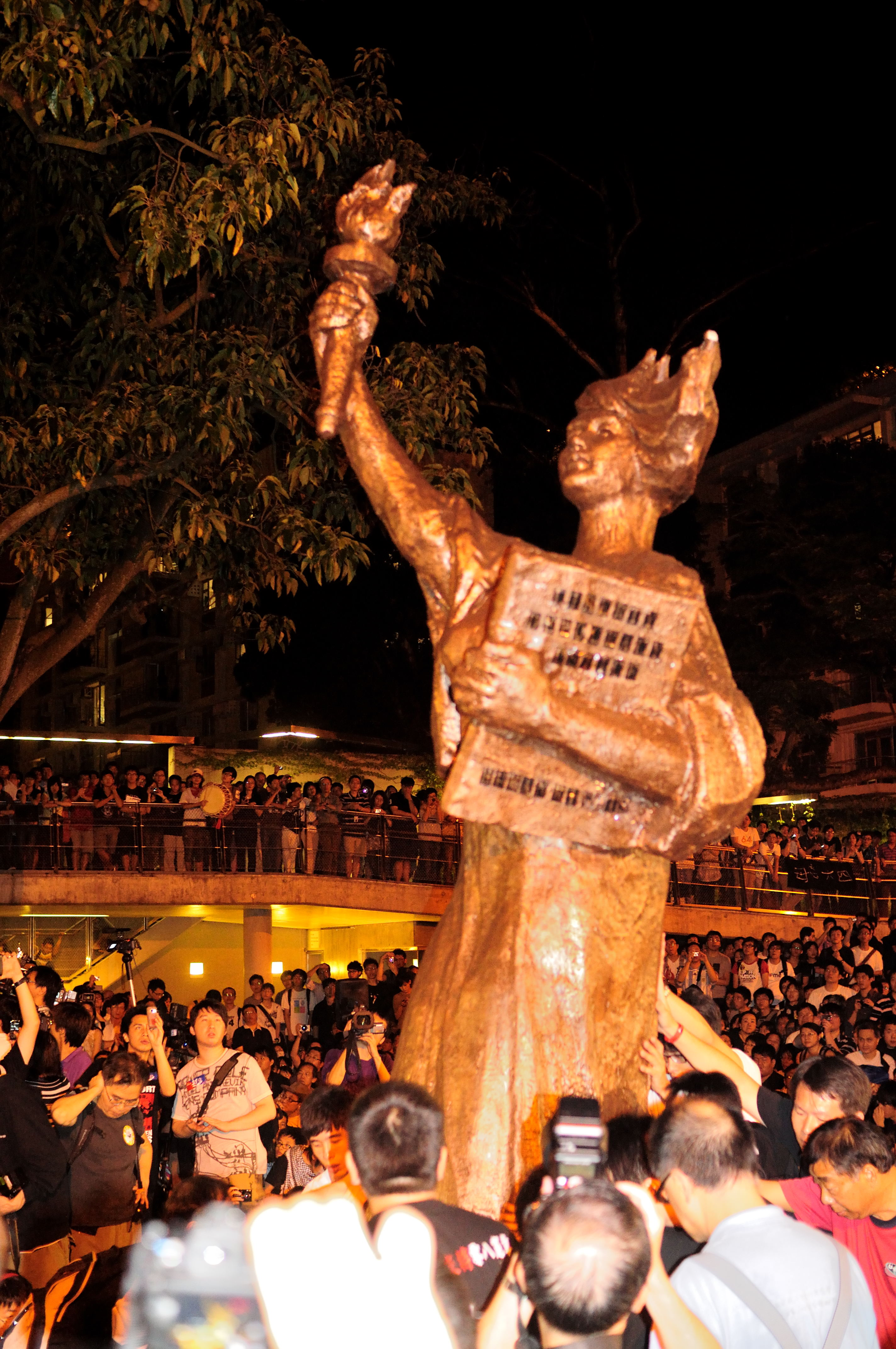
陈维明创作的新民主女神像在香港中文大学校园内

### 玻璃鋼浮雕
- 《西藏自由之路》
- 《天安門屠殺》

### 塑像
- 《民主女神像》仿製品
- 《中共病毒》，位于南加州自由雕塑公园，2021年6月4日落成[4]，7月23日被人恶意烧毁，陈维明誓言再建[5]。